# Ортокислоти
Ортокислоти (англ. ortho acids) — гіпотетичні хімічні сполуки зі структурою RC(OH)3, тобто гідратовані форми карбонових кислот.
Абсолютним представником ряду ортокислот є ортокарбонатна кислота C(OH)4.